# Eugène Soubeiran
Eugène Soubeiran, francoski farmacevt, * 5. december 1797, Pariz, Francija, † 17. november 1859,  Pariz, Francija.
Od leta 1823 je bil glavni farmacevt v Hôpital de la Pitié v Parizu. Leta 1832 je postal direktor Pharmacie Centrale, ki je bila glavni proizvajalec zdravil in distribucijski center za bolnišnice in hospice v Parizu. Naslednje leto je bil izbran za  docenta farmacije in zatem za predstojnika katedre za fiziko na École de Pharmacie. Po diplomi iz medicine je bil leta 1853 imenovan za predstojnika katedre za farmacijo na Medicinski fakulteti v Parizu.
Bil je eden od treh raziskovalcev, ki so neodvisno eden od drugega odkrili kloroform. Soubeiran je prvi objavil svoje odkritje, kdo je bil resnično prvi, pa je težko ugotoviti, ker je med odkritjem in objavo lahko preteklo kar nekaj časa. Leta 1839 je skupaj s Hyacinthe Capitaine odkril kubebin (C20H20O6).